# 费鲁斯
费鲁斯是巴西米纳斯吉拉斯州的一个市镇。总面积1090.221平方公里，总人口11615人，人口密度10.7人/平方公里。